# Francisco de Rojas Zorrilla
Francisco de Rojas Zorrilla (* 4. Oktober 1607 in Toledo; † 23. Januar 1648 in Madrid) war ein spanischer Dramatiker. Seine beiden Hauptwerke, Del Rey abajo ninguno und No hay Padre siendo Rey verfasste er in den 1640er Jahren.

## Leben
Der Überlieferung nach wurde Francisco de Rojas in Toledo geboren und studierte an der dortigen Universität sowie an der Universität Salamanca.

## Werke
Zorillas Werke erschienen zwischen 1640 und 1645 und inspirierten zahlreiche europäische Dramatiker des 17. Jahrhunderts. Sein berühmtestes Stück, Del Rey abajo ninguno, erschien auch unter dem Titel Garcia del Castanar. Das Stück No hay padre siendo rey inspirierte Jean Rotrou zu seinem Venceslas (1647), Donde hay agravios no hay zelos und El amo criado beeinflussten Paul Scarrons Jodelet ou Le Maître Valet. Entre Bobos anda el juego diente als Vorlage für Don Bertrand de Cigarral (1651) von Thomas Corneille.
Obligados y ofendidos inspirierte Les Généreux Ennemis (1655) von François Le Métel de Boisrobert, Les Illustres Ennemis von Corneille und l' Écolier de Salamanque von Scarron.
La traición busca el castigo, schließlich beeinflusste John Vanbrughs The False Friend (1702) und diente als Vorlage für Le Traître puni von Alain-René Lesage.